# 회창군
회창군(檜倉郡)은 조선민주주의인민공화국 평안남도 남동부에 위치하는 군이다.

## 지리
북쪽으로 성천군·신양군·양덕군, 동쪽으로 황해북도 신평군, 남쪽으로 황해북도 연산군, 서쪽으로 평양직할시 강동군과 접한다.

## 역사
- 해방 전에는 평안남도 성천군 숭인면, 구룡면, 릉중면, 대곡면에 해당했다.
- 1952년 12월 - 성천군 숭인면, 대곡면, 릉중면과 구룡면의 일부 황해도 곡산군 봉명면의 일부가 합병해 회창군이 신설되었다.

## 행정 구역
1읍 4구 16리로 구성된다.
- 회창읍 (檜倉邑)
- 화전로동자구 (花田勞動者區)
- 신작로동자구 (新作勞動者區)
- 백령로동자구 (白嶺勞動者區)
- 석황로동자구 (石黃勞動者區)
- 신성리 (新成里)
- 덕련리 (德連里)
- 회운리 (回雲里)
- 가운리 (佳雲里)
- 구룡리 (九龍里)
- 대덕리 (大德里)
- 양춘리 (陽春里)
- 내동리 (內洞里)
- 지동리 (芝洞里)
- 대곡리 (大谷里)
- 문어리 (文語里)
- 숭인리 (崇仁里)
- 대봉리 (大峰里)
- 송동리 (松洞里)
- 정산리 (井山里)
- 택인리 (擇仁里)